# 21-я улица — Куинсбридж (линия 63-й улицы, Ай-эн-ди)
|   |   |   |   |
| · | · | · | · |

|   |   |   |   |
| · | · | · | · |

«21-я улица — Куинсбридж» (англ. 21st Street–Queensbridge) — станция Нью-Йоркского метрополитена, расположенная на линии 63-й улицы, Ай-эн-ди. Станция находится в Куинсе, в округе Куинсбридж, на пересечении 21-й улицы с 41-й авеню. На станции останавливаются маршруты F (круглосуточно) и <F> (в часы пик в пиковом направлении).
Станция представлена двумя боковыми платформами и двумя путями. В отличие от большинства станций Нью-Йоркского метрополитена, эта станция на всём протяжении платформ не имеет ни одной колонны (между путями колонн тоже нет), на самих платформах нет стандартной ограничительной линии жёлтого цвета. Всё это является признаком последних станций Нью-Йоркского метрополитена — она была открыта 29 октября 1989 года, одной из самых последних в системе.
С восточного конца станции над платформами располагается мезонин. Там расположен турникетный павильон и единственный выход со станции — к перекрестку 21-й улицы с 41-й авеню. Выход представлен не только лестницами: также имеются эскалаторы (несмотря на то, что станция расположена не глубоко) и лифты.
В период с 1989 по 2001 год станция была на линии конечной — подключение к линии Куинс-бульвара, Ай-эн-ди было открыто только в декабре 2001 года. Тем не менее пути заканчивались тупиками не на станции, а дальше — к востоку. Там расположен перекрёстный съезд, использовавшийся в эти годы для оборота челночных поездов, а также экспресса JFK. Пути заканчивались примерно в восьми кварталах к востоку от платформ — этот тоннель даже получил своё название: «Тоннель в никуда». Пути подключаются как к локальным, так и к экспресс-путям линии Куинс-бульвара, Ай-эн-ди. Тем не менее поезда F следуют экспрессом, не останавливаясь на первых пяти локальных станциях линии.

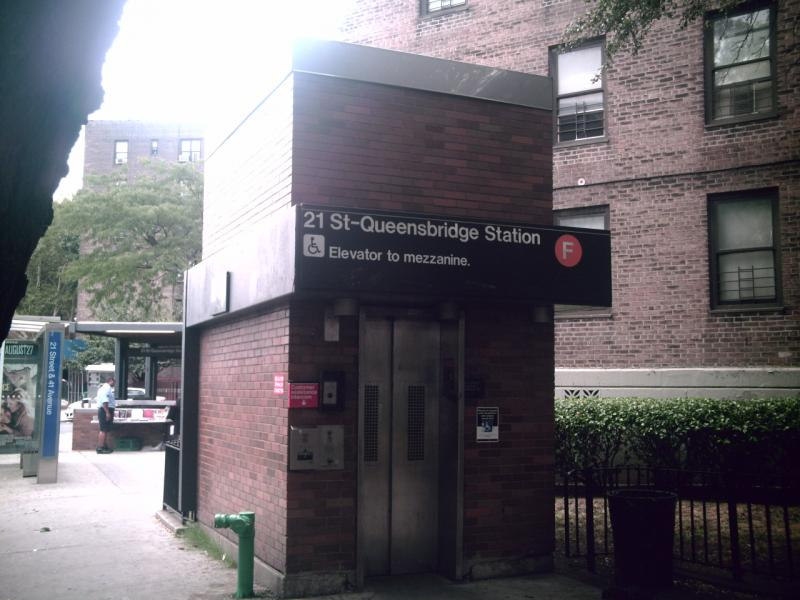
Лифт на станцию
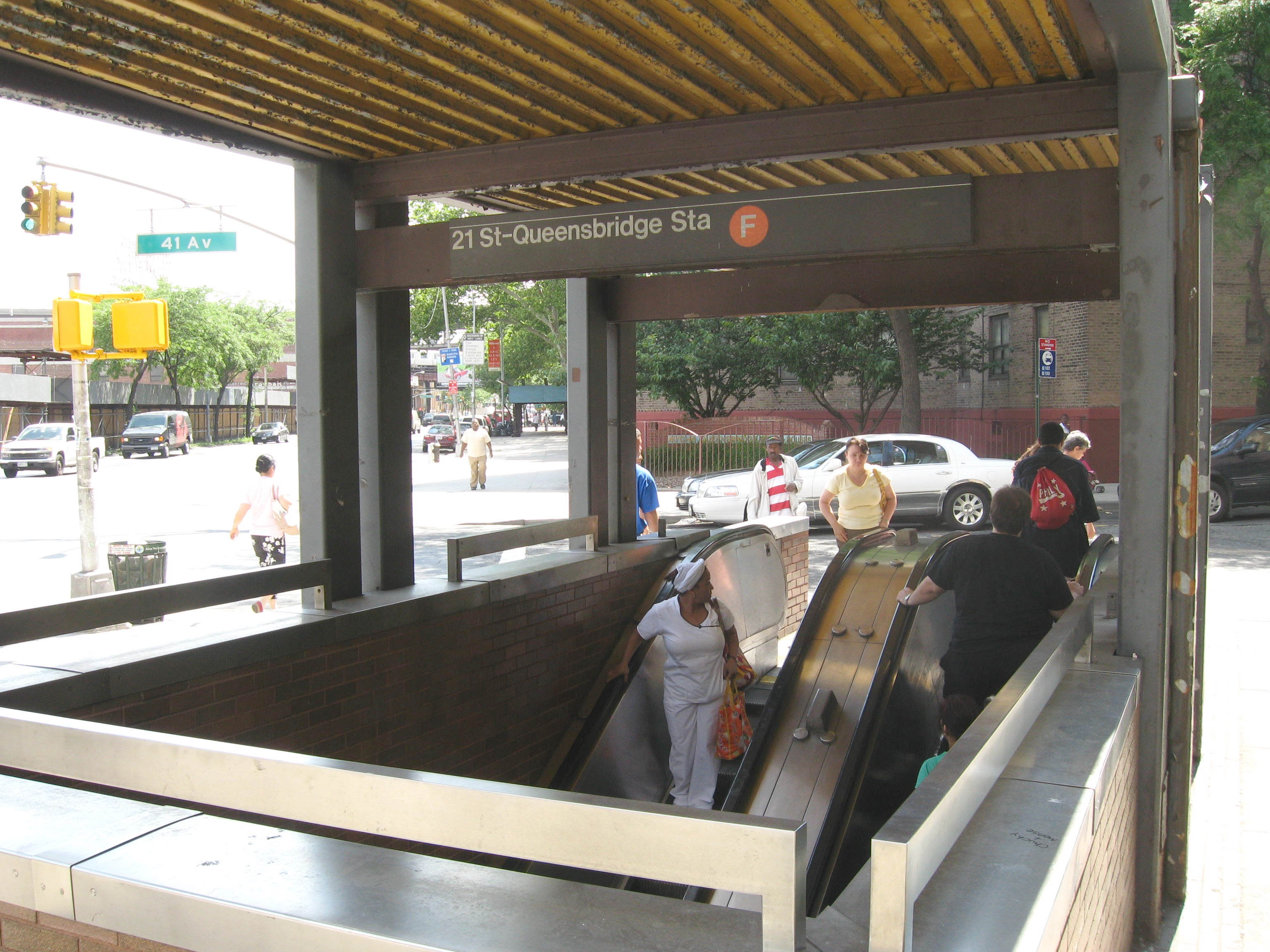
Эскалаторы, ведущие со станции